# Sounds from Nowheresville
Albums de The Ting Tings
We Started Nothing
(2008) Super Critical
(2014)
Singles
1. Hang It Up
Sortie : 27 décembre 2011
2. Hit Me Down Sonny
Sortie : 25 mai 2012

Sounds from Nowheresville est le deuxième album studio du groupe anglais The Ting Tings. Il est sorti le 5 mars 2012.
Le titre Hands, sorti en 2010, figure sur la version deluxe de l'album. 

## Liste des titres
Toutes les chansons sont écrites et composées par Jules De Martino et Katie White.
| 1.    | Silence           | 3:47 |
| 2.    | Hit Me Down Sonny | 2:51 |
| 3.    | Hang It Up        | 3:12 |
| 4.    | Give It Back      | 3:36 |
| 5.    | Guggenheim        | 3:57 |
| 6.    | Soul Killing      | 3:17 |
| 7.    | One by One        | 3:46 |
| 8.    | Day to Day        | 3:34 |
| 9.    | Help              | 3:01 |
| 10.   | In Your Life      | 2:58 |
| 33:59 |                   |      |

| Deluxe edition bonus tracks | Deluxe edition bonus tracks                   | Deluxe edition bonus tracks | Deluxe edition bonus tracks | Deluxe edition bonus tracks | Deluxe edition bonus tracks | Deluxe edition bonus tracks | Deluxe edition bonus tracks | Deluxe edition bonus tracks | Deluxe edition bonus tracks |
| No                          | Titre                                         | Durée                       |                             |                             |                             |                             |                             |                             |                             |
| --------------------------- | --------------------------------------------- | --------------------------- | --------------------------- | --------------------------- | --------------------------- | --------------------------- | --------------------------- | --------------------------- | --------------------------- |
| 11.                         | Silence (Bag Raiders Remix)                   | 4:21                        |                             |                             |                             |                             |                             |                             |                             |
| 12.                         | Hang It Up (Inertia Remix)                    | 3:58                        |                             |                             |                             |                             |                             |                             |                             |
| 13.                         | Give It Back (Demo)                           | 4:24                        |                             |                             |                             |                             |                             |                             |                             |
| 14.                         | Hang It Up (Abacus & Vargas 'Predator' Remix) | 3:36                        |                             |                             |                             |                             |                             |                             |                             |
| 15.                         | Hands                                         | 3:20                        |                             |                             |                             |                             |                             |                             |                             |
| 16.                         | Guggenheim (Andy Taylor 'Got It Right' Remix) | 4:14                        |                             |                             |                             |                             |                             |                             |                             |
| 17.                         | Hang It Up (Shook Remix)                      | 4:38                        |                             |                             |                             |                             |                             |                             |                             |
| 18.                         | Ain't Got Shit                                | 4:01                        |                             |                             |                             |                             |                             |                             |                             |
| 19.                         | Hang It Up (CKB Remix)                        | 5:57                        |                             |                             |                             |                             |                             |                             |                             |
| 72:28                       |                                               |                             |                             |                             |                             |                             |                             |                             |                             |

## Réception
À la suite de l'échec des singles Hang it Up et Hit Me Down Sonny, la diffusion du clip de Soul Killing, prévu comme troisième single, est annulé.